# Cleonice nitiduscula
Cleonice nitiduscula là một loài ruồi trong họ Tachinidae.